# Vierschanzentournee 1972/73
Bei der 21. Vierschanzentournee 1972/73 fand das Springen vom 30. Dezember 1972 bis zum 6. Januar 1973 in Deutschland und Österreich statt. Die deutschen Veranstaltungsorte waren Oberstdorf und Garmisch-Partenkirchen, in Österreich wurde in Innsbruck und Bischofshofen gesprungen. Die Tournee gewann der DDR-Springer Rainer Schmidt.

## Teilnehmer
- Olympiasieger 1972: Normalschanze Yukio Kasaya (JPN); Großschanze Wojciech Fortuna (POL)

Die nacholympische Saison versprach vom Teilnehmerfeld her wieder eine spannende Tournee. So waren beide Olympiasieger von Sapporo dabei, ob sie allerdings zu den Favoriten gehörten, da schieden sich die Geister. Die DDR-Vertretung war mit dem Vorjahreszweiten Rainer Schmidt und dem Vizeweltmeister im Skifliegen, Heinz Wosipiwo, am Start. Die Mannschaft um Trainer Dieter Neuendorf war eine Mischung aus erfahrenen und jungen Springern und gehörte zum engeren Favoritenkreis. Rückschläge mussten die Mannschaften aus Norwegen und der Tschechoslowakei hinnehmen. Sowohl Dreifachsieger Wirkola als auch der Vorjahressieger Mork hatten mit dem Skispringen aufgehört. Zwar hatte man mit Tomtum und Prydz noch Springer von Format, aber ein Tourneesieg war eher nicht zu erwarten. Die Tschechoslowaken mussten den Ausfall von Tourneegewinner Jiri Raska hinnehmen, der bei einem Qualifikationsspringen schwer gestürzt war und eine Knieoperation hinter sich hatte. Allerdings attestierte man Rudolf Höhnl die Form seines Lebens und mit Hubač oder Divila hatte man weiterhin eine schlagkräftige Mannschaft, so dass die Tschechoslowaken weiterhin zu den Sieganwärtern gerechnet werden mussten. Hinzu kam eine Skisprungnation, die sich in den letzten Jahren immer mehr in der Weltspitze etabliert hatte, die Schweiz. Unter Trainer Ewald Roscher waren vor allem Walter Steiner und Hans Schmid in die Weltspitze vorgestoßen. Immerhin hatte Steiner Silber auf der Großschanze in Sapporo gewonnen und war amtierender Skiflugweltmeister. Letztlich blieben noch die sowjetischen Springer, die immer für eine Überraschung gut waren. Allerdings musste man Doppelweltmeister Gari Napalkow kurz vor der Abreise zu Hause lassen.
| Nation             | Athleten |
| ------------------ | --- |
| BR Deutschland     | Alfred Grosche, Ernst Wursthorn, Sepp Schwinghammer, Bernd Zapf, Albert Wursthorn, Heini Ihle, Rudi Tusch                         |
| DDR                | Henry Glaß, Rainer Schmidt, Heinz Wosipiwo, Hans-Georg Aschenbach, Manfred Wolf, Dietrich Kampf, Bernd Eckstein, Jochen Danneberg |
| Österreich         | Reinhold Bachler, Franz Salhofer, Walter Schwabl, Rudi Wanner, Karl Schnabl, Willi Pürstl, Hans Wallner                           |
| Bulgarien          | Ivan Sandov, Ivan Scharkov, Georgi Guedurov, Georgi Lasev                                                                         |
| Finnland           | Tauno Käyhkö, Kari Ylianttila, Esko Rautionaho, Juhani Ruotsalainen                                                               |
| Frankreich         | Gilbert Poirot, Jacques Gaillard, Philippe Jacoberger                                                                             |
| Italien            | Mario Cecon, Leos De Crignis, Ermes Bontempelli                                                                                   |
| Japan              | Yukio Kasaya, Hiroshi Itagaki, Hisayoshi Sawada, Kōji Kakuta, Takafumi Kawabata, Masakatsu Asari                                  |
| Jugoslawien        | Marjan Mesec, Peter Štefančič, Janez Lostrek, Bogdan Norčič, Danilo Pudgar, Marian Prelovsek                                      |
| Kanada             | Peter Wilson, Paul Martin, Lyle Speers, Richard Grady, Tom Reaper, Slawomir Kardas, Richard Graves, Kim Fripp                     |
| Norwegen           | Bent Tomtum, Frithjof Prydz, Nils-Per Skarseth, Odd Grette, Knut Kongsgård, Kai Solbustad                                         |
| Polen              | Stanisław Gąsienica Daniel, Wojciech Fortuna, Czesław Janik, Józef Tajner, Stanisław Bobak, Tadeusz Pawlusiak                     |
| Schweden           | Rolf Nordgren, Anders Lundqvist, Christer Karlsson, Eilert Mähler                                                                 |
| Schweiz            | Hans Schmid, Sepp Zehnder, Walter Steiner, Ernst von Grünigen, Eric Aubert, Fredy Guignard                                        |
| Sowjetunion        | Juri Kalinin, Wladimir Teritschew, Sergei Botschkow, Gari Menschikow, Wladimir Smirnow, Wladimir Galuschin                        |
| Tschechoslowakei   | Rudolf Höhnl, Zbyněk Hubač, Bohumil Doležal, Karel Kodejška, Leoš Škoda, Jaromír Liďák, Ladislav Divila, Jaroslav Slama           |
| Vereinigte Staaten | Jeff Wright, Chris McNeill, Dave Tomten, Ron Neal, Ron Stelle                                                                     |

## Oberstdorf
- Datum: 30. Dezember 1972
- Land:  BR Deutschland
- Schanze: Schattenbergschanze
- Zuschauer: 12.000

Die DDR-Springer drückten diesem Springen ihren Stempel auf. Neben dem Dreifacherfolg platzierten sich zwei weitere DDR-Vertreter unter den Top Ten. Zwar sprang Hans-Georg Aschenbach wie bereits im Training mit 106 m Schanzenrekord, doch durch seinen fast gestürzten ersten Sprung und schlechtere Haltungsnoten reichte es nur für Platz zwei. Für den Bronzemedaillengewinner von Sapporo Rainer Schmidt war es der erste Tagessieg bei der Tournee.
| Pos. | Springer              | Land             | Punkte |
| 01   | Rainer Schmidt        | DDR              | 237,0  |
| 02   | Hans-Georg Aschenbach | DDR              | 233,5  |
| 03   | Henry Glaß            | DDR              | 226,2  |
| 04   | Hans Schmid           | Schweiz          | 220,3  |
| 05   | Manfred Wolf          | DDR              | 215,5  |
| 06   | Rudolf Höhnl          | Tschechoslowakei | 215,0  |
| 07   | Dietrich Kampf        | DDR              | 210,1  |
| 08   | Reinhold Bachler      | Österreich       | 208,7  |
| 09   | Esko Rautionaho       | Finnland         | 208,4  |
| 10   | Alfred Grosche        | BR Deutschland   | 205,4  |

## Garmisch-Partenkirchen
- Datum: 1. Januar 1973
- Land:  BR Deutschland
- Schanze: Große Olympiaschanze

Nachdem einige Trainingsprünge wie der des Schweizers Steiner mit 93,5 m und des Japaners Kasaya mit 92 m Anlass gaben, das die Dominanz der DDR-Springer gebrochen werden würde, ließ die DDR-Mannschaft im Wettkampf der Konkurrenz wiederum keine Chance, obwohl Rainer Schmidt im Training gestürzt war und eine Prellung davongetragen hatte. Lediglich der bis dahin unbekannte Tschechoslowake Jaromír Liďák brach mit Platz drei in die Phalanx der fünf DDR-Springer ein, die sich unter den ersten Sechs befanden. Dabei überzeugte nicht allein der schon erfahrenere Schmidt, der im zweiten Durchgang für seinen Sprung von 91,5 m 56 von 60 Haltungspunkten bekam. Vor allem der erst 19-jährige Tourneeneuling Dietrich Kampf war die Überraschung. Mit der sehr niedrigen Startnummer sechs wurden seine beiden Sprünge von je 89 m mit 54,5 und 53,5 Haltungspunkten bewertet, was zu den damaligen Zeiten schon sehr bemerkenswert war. Durch den zweiten Sieg in Folge und den ersten Sieg eines DDR-Springers in Garmisch seit 1959 baute Rainer Schmidt seine Führung auf fast 25 Punkte aus. In der Gesamtwertung folgten ihm nach der Hälfte der Tournee vier weitere Mannschaftskameraden.
| Zwischenstand nach 2 Springen | Zwischenstand nach 2 Springen | Zwischenstand nach 2 Springen |
| Pos.                          | Springer                      | Punkte                        |
| ----------------------------- | ----------------------------- | ----------------------------- |
| 01.                           | Schmidt                       | 466,1                         |
| 02.                           | Aschenbach                    | 441,3                         |
| 03.                           | Glaß                          | 440,8                         |
| 04.                           | Kampf                         | 432,5                         |
| 05.                           | Wolf                          | 432,3                         |
| 06.                           | Schmid                        | 428,0                         |

| Pos. | Springer         | Land             | Punkte |
| 01   | Rainer Schmidt   | DDR              | 229,1  |
| 02   | Dietrich Kampf   | DDR              | 222,4  |
| 03   | Jaromír Liďák    | Tschechoslowakei | 217,3  |
| 04   | Manfred Wolf     | DDR              | 216,8  |
| 05   | Jochen Danneberg | DDR              | 215,0  |
| 06   | Henry Glaß       | DDR              | 214,6  |
| 07   | Walter Steiner   | Schweiz          | 214,5  |
| 08   | Sergei Botschkow | Sowjetunion      | 212,7  |
| 09   | Hiroshi Itagaki  | Japan            | 209,5  |
| 10   | Wojciech Fortuna | Polen            | 208,4  |

## Innsbruck
- Datum: 3. Januar 1973
- Land:  Österreich
- Schanze: Bergiselschanze

Bei +10 °C und Regen und dementsprechend widrigen Bedingungen war die Konkurrenz erneut angetreten, in die Phalanx der DDR-Mannschaft einzubrechen. Und diesmal gelang das dem sowjetischen Springer Sergei Botschkow, der dank guter Haltungsnoten das Springen mit drei Punkten Vorsprung vor dem Gesamtführenden Rainer Schmidt für sich entschied. Hinter Hans-Georg Aschenbach als Drittem fanden sich nun auch einige Mitfavoriten wie Schmid und Steiner aus der Schweiz oder der Japaner Kasaya ein. Dies hatte auch sofort Auswirkungen auf die Gesamtwertung, da die DDR-Mannschaft diesmal nicht mit der Dominanz der letzten beiden Springen auftrat.
| Zwischenstand nach 3 Springen | Zwischenstand nach 3 Springen | Zwischenstand nach 3 Springen |
| Pos.                          | Springer                      | Punkte                        |
| ----------------------------- | ----------------------------- | ----------------------------- |
| 01.                           | Schmidt                       | 695,0                         |
| 02.                           | Aschenbach                    | 665,7                         |
| 03.                           | Schmid                        | 644,7                         |
| 04.                           | Wolf                          | 642,9                         |
| 05.                           | Botschkow                     | 640,8                         |
| 06.                           | Glaß                          | 637,0                         |

| Pos. | Springer              | Land        | Punkte |
| 01   | Sergei Botschkow      | Sowjetunion | 231,9  |
| 02   | Rainer Schmidt        | DDR         | 228,9  |
| 03   | Hans-Georg Aschenbach | DDR         | 224,4  |
| 04   | Walter Steiner        | Schweiz     | 221,5  |
| 05   | Hans Schmid           | Schweiz     | 216,7  |
| 06   | Yukio Kasaya          | Japan       | 214,8  |
| 07   | Tauno Käyhkö          | Finnland    | 212,1  |
| 08   | Manfred Wolf          | DDR         | 210,6  |
| 09   | Tadeusz Pawlusiak     | Polen       | 210,6  |
| 10   | Hiroshi Itagaki       | Japan       | 209,6  |

## Bischofshofen
- Datum: 6. Januar 1973
- Land:  Österreich
- Schanze: Paul-Außerleitner-Schanze

Auf der letzten Tourneestation ging es für den Gesamtführenden Rainer Schmidt nach drei Podestplätzen nur noch darum, mit einer annehmbaren Leistung den Gesamtsieg zu sichern. Zudem hatte Schmidt schon jahrelang Probleme mit dem Aufsprung auf der Bischofshofener Schanze, so dass er auf Nummer sicher ging und mit Weiten von 99 und 95 m Zwölfter der Tageswertung wurde. Tagessieger wurde mit dem hauchdünnen Vorsprung von 0,8 Punkten der Tschechoslowake Rudolf Höhnl vor dem erneut starken Sergei Botschkow. Die Tschechoslowaken brachten mit Liďák und Kodejška erstmals bei dieser Tournee drei Springer in die Top Ten und erinnerten damit an die mannschaftliche Stärke der letzten Jahre. Der Japaner Itagaki, nach dem ersten Durchgang auf Platz zwei liegend, zeigte mit Platz fünf wiederum, dass er der beste Japaner war. In dem äußerst spannenden und hochklassigen Wettbewerb, Platz eins und zehn trennten nur etwas mehr als elf Punkte, konnte Hans-Georg Aschenbach als bester DDR-Springer mit dem dritten Platz viel für seine Platzierung in der Gesamtwertung tun. Pech hatte Dietrich Kampf, dessen stilistisch sauberer Sprung im ersten Durchgang von 101 m als gestürzt gewertet wurde, da er noch in den Schnee fiel. Somit belegte er am Ende des Tages nur den 25. Platz.
| Pos. | Springer              | Land             | Punkte |
| 01   | Rudolf Höhnl          | Tschechoslowakei | 234,6  |
| 02   | Sergei Botschkow      | Sowjetunion      | 233,4  |
| 03   | Hans-Georg Aschenbach | DDR              | 231,8  |
| 04   | Jaromír Liďák         | Tschechoslowakei | 231,4  |
| 05   | Hiroshi Itagaki       | Japan            | 230,7  |
| 06   | Jochen Danneberg      | DDR              | 229,8  |
| 07   | Karel Kodejška        | Tschechoslowakei | 225,1  |
| 08   | Walter Steiner        | Schweiz          | 224,3  |
| 09   | Manfred Wolf          | DDR              | 223,2  |
| 10   | Reinhold Bachler      | Österreich       | 222,7  |

## Gesamtstand

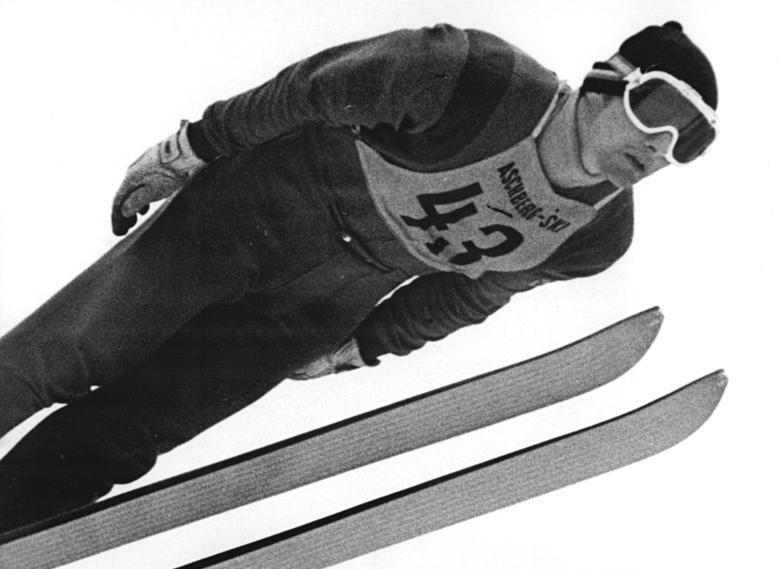
Rainer Schmidt

Mit einem Doppelsieg von Rainer Schmidt und Hans-Georg Aschenbach meldeten sich die DDR-Skispringer nach bereits guten Ergebnissen bei der Vorjahrstournee endgültig in der Weltspitze zurück. Die Vorbereitung auf die Olympischen Spiele in Sapporo und das danach weiterhin hochgehaltene Niveau unter dem Auswahltrainer Dieter Neuendorf zahlte sich nun erstmals richtig aus. Vor allem bei den beiden ersten Springen war die Dominanz der DDR-Athleten mit je fünf Springern in den Top Ten schon fast beängstigend. Mit konstanteren Leistungen wären auch Henry Glaß und Jochen Danneberg in der Gesamtwertung noch weiter nach vorn gekommen. Mit Rainer Schmidt gewann der dritte Springer aus der DDR die Tournee, insgesamt war es der fünfte Tourneesieg für einen DDR-Athleten. Zu den positiven Überraschungen der Tournee gehörte zweifelsohne der sowjetische Vertreter Sergei Botschkow, der als einziger seiner Mannschaft mit den Spitzenathleten mithalten konnte und drei Top-Ten-Platzierungen erreichte. Mit einem besseren Abschneiden in Oberstdorf hätte er um den Gesamtsieg ein Wörtchen mitreden können. Die Leistungen der Schweizer Vertreter Schmid und Steiner überraschten nicht, sie hatten sich bereits im Vorfeld angedeutet. Während die tschechoslowakische Mannschaft zumindest einen Tagessieg und mit Rudolf Höhnl einen Top-Ten-Springer vorweisen konnte, waren speziell die skandinavischen Mannschaften eine Enttäuschung. Stellten die Norweger mit Mork im Vorjahr noch den Tourneesieger, landeten sie nun weitab von den Top Ten. Auch die Finnen, die mit Tauno Käyhkö im Vorjahr noch den Tourneedritten stellten, hatten ihren besten Mann auf Platz 12. Die Erfolglosigkeit der bundesdeutschen und österreichischen Springer setzte sich fort. Je eine Top-Ten-Platzierung in einer Tageswertung war für diese traditionsreichen Skisprungnationen viel zu wenig.
| Rang | Name                  | Nation           | Gesamt- wertung | Oberst- dorf | Garmisch- Partenk. | Inns- bruck | Bischofs- hofen |
| ---- | --------------------- | ---------------- | --------------- | ------------ | ------------------ | ----------- | --------------- |
| 01   | Rainer Schmidt        | DDR              | 913,9           | 237,0 / 01.  | 229,1 / 01.        | 228,9 / 02. | 218,9 / 12.     |
| 02   | Hans-Georg Aschenbach | DDR              | 897,5           | 233,5 / 02.  | 207,8/ 11.         | 224,4 / 03. | 231,8 / 03.     |
| 03   | Sergei Botschkow      | Sowjetunion      | 874,2           | 196,2 / 17.  | 212,7 / 08.        | 231,9 / 01. | 233,4 / 02.     |
| 04   | Hans Schmid           | Schweiz          | 867,2           | 220,3 / 04.  | 207,7 / 12.        | 216,7 / 05. | 222,5 / 11.     |
| 05   | Manfred Wolf          | DDR              | 866,1           | 215,5 / 05.  | 216,8 / 04.        | 210,6 / 08. | 223,2 / 09.     |
| 06   | Rudolf Höhnl          | Tschechoslowakei | 858,9           | 215,0 / 06.  | 205,2 / 16.        | 204,1 / 12. | 234,6 / 01.     |
| 07   | Walter Steiner        | Schweiz          | 855,3           | 195,5 / 19.  | 214,5 / 07.        | 221,5 / 04. | 224,3 / 08.     |
| 08   | Henry Glaß            | DDR              | 845,1           | 226,2 / 03.  | 214,6 / 06.        | 196,2 / 22. | 209,1 / 21.     |
| 09   | Hiroshi Itagaki       | Japan            | 844,6           | 195,0 / 20.  | 209,5 / 09.        | 209,6 / 10. | 230,7 / 05.     |
| 10   | Jochen Danneberg      | DDR              | 841,4           | 194,6 / 21.  | 215,0/ 05.         | 202,0 / 13. | 229,8 / 06.     |